# دیل (اکلاهما)
دیل(به انگلیسی: Dale) شهری در ایالت اکلاهما کشور ایالات متحده آمریکا است که جمعیت آن در سرشماری سال ۲۰۱۰ میلادی، ۱۸۱ نفر بوده‌است.